# Marta Maggetti
Marta Maggetti (Cagliari, 10 de enero de 1996) es una deportista italiana que compite en vela en las clases RS:X e iQFoil.
Participó en dos Juegos Olímpicos de Verano, obteniendo una medalla de oro en París 2024, en la clase iQFoil, y el cuarto lugar en Tokio 2020, en la clase RS:X.
Ganó una medalla de oro en el Campeonato Mundial de IQFoil de 2022.

## Palmarés internacional
| \| Juegos Olímpicos \| Juegos Olímpicos \| Juegos Olímpicos \| Juegos Olímpicos \| \| Año \| Lugar \| Medalla \| Clase \| \| ------------------ \| ---------------- \| ---------------- \| ---------------- \| \| 2024 \| París (Francia) \| Medalla de oro \| iQFoil \| \| Campeonato Mundial \| \| \| \| \| Año \| Lugar \| Medalla \| Clase \| \| 2022 \| Brest (Francia) \| Medalla de oro \| iQFoil \| |                 |                |        |
| Juegos Olímpicos |                 |                |        |
| Año | Lugar           | Medalla        | Clase  |
| 2024 | París (Francia) | Medalla de oro | iQFoil |
| Campeonato Mundial |                 |                |        |
| Año | Lugar           | Medalla        | Clase  |
| 2022 | Brest (Francia) | Medalla de oro | iQFoil |